# Аваш (река)
Ава́ш (устаревшее Гаваш; амх. አዋሽ) — река в Эфиопии, в северной части Восточно-Африканской рифтовой долины. Плодородные почвы долины реки используются для выращивания хлопка и сахарного тростника. Крупные города, расположенные на реке: Гэлемсо, Гоуане, Тэндахо и Асайита.
В верховьях реки расположен национальный парк Аваш, в котором водятся антилопы и газели.

## Гидрография
Аваш является основной рекой бессточной области, расположенной на территории регионов Оромия и Афар. Исток реки расположен к западу от города Аддис-Абеба, основные притоки — Кэсэм, Кабенна и Леди. В период высокой воды река поднимается на 15—20 метров.
Берёт начало у поселения Гынчи от слияния рек Коре и Керенса.
Река впадает в озеро Аббе у границы с Джибути, на расстоянии около 100 км от западной конечности Аденского залива — залива Таджура. В засушливые годы река распадается на цепь солёных озёр во впадине Данакиль, не доходя до Аббе.
Аваш обладает гидроэнергетическим потенциалом — крупнейшая плотина была построена в 1960 году на расстоянии около 75 км от Аддис-Абебы, в результате чего на реке образовалось водохранилище Кока.

## История
Человек жил в долине реки Аваш со времён возникновения рода Homo. Также здесь были найдены многочисленные останки дочеловеческих гоминид (австралопитеки). Палеонтологические находки имеют возраст около 3—4 млн лет и являются свидетельствами эволюции человека. В 1974 году были обнаружены 52 фрагмента скелета знаменитой Люси. На левом притоке Аваша реке Када Гона в местонахождении Када Гона найдены галечные орудия (чопперы) возрастом 2,55—2,58 млн л. н., которые более архаичны, чем классические орудия олдувайской культуры, но более прогрессивны, чем орудия из слоя Бокол Дора 1 в Леди-Герару.
Первым европейцем, который прошёл в 1933—1934 годах вдоль берега реки от города Аваша до султаната Аусса, был Уилфрид Тесайджер. Он посетил озеро Аббе и повёл экспедицию дальше на восток, к заливу Таджура.
В 1980 году долина нижнего течения реки была включена в список объектов всемирного наследия ЮНЕСКО.
В 1985 году поезд-экспресс сошёл с рельсов на мосту через ущелье реки Аваш. По официальным данным, погибло 428 человек, более 500 получили ранения.